# آن‌ها (فیلم ۲۰۰۲)
آن‌ها (به انگلیسی: They) یک فیلم فراطبیعی ترسناک آمریکایی محصول سال ۲۰۰۲ به کارگردانی رابرت هارمون است.

## بازیگران
- لاورا ریگان … جولیا لوند
- جسیکا آملی … جوان جولیا
- مارک بلوکاس … پل لوئوس
- ایتان امبری
- داگمارا دومینچیک … تری آلبا
- جان آبراهامز … پارک بیلی
- الکساندر گلد … جوان بیلی
- جی برازهو … دکتر بوث
- جودل فرلاند … سارا
- Desiree Zurowski … مری پارکس
- مارک هیلدرث … تروی
- جاناتان چری … دارن
- پیتر لاکرویک … دیوید پارکس
- دیوید ابوت … پروفسور ادکینز